# قريوطة طرية
نخلة كاريوتا أو قريوطة طرية (الاسم العلمي: Caryota mitis) هو نوع نباتي يتبع جنس القريوطة من فصيلة الفوفلية.